# Kent Jordan
Kent Jordan  (Nueva Orleans, Luisiana, 26 de octubre de 1958) es un flautista estadounidense de jazz.

## Historial
Hijo del saxofonista Kidd Jordan, y hermano mayor del trompeta Marlon Jordan, estudió en la Eastman School of Music y en el "Center for the Creative Arts" de su ciudad natal, recibiendo influencias de Ellis Marsalis. Trabajó con Elvin Jones (1978), Wynton Marsalis (1984), el propio Ellis (1985), Kevin Eubanks (1985) y el "New Orleans Saxophone Ensemble" (1989), además de participar en el álbum de debut de su hermano Marlon (1988).
Su primer disco como líder, lo editó en 1984 (No Question About It, Columbia) y el segundo (Night Aire, Columbia) en 1986. El carácter fuertemente comercial de ambos discos, casi acaba con su reputación en el mundo del jazz. En 1988 publicó Essence (Columbia), su tercer disco, mucho más volcado hacia el jazz y mejor recibido. A partir de este momento, en los años 1990, se acercó al movimiento de los nuevos tradicionalistas, tocando en giras y en grabaciones con Elvin Jones, la Lincoln Center Jazz Orchestra y Warren Smith, y ya en la primera década del siglo XXI, con Wynton Marsalis (2001-2007) y su hermano Marlon.